# Милан Вујаклија
Милан Вујаклија (Бухача, 27. новембар 1891 — Београд, 16. децембар 1955) био је писац и преводилац, аутор Лексикона страних речи и израза.

## Биографија
Милан Вујаклија је рођен 15. новембра 1891. године (по старом календару) у месту Бухача поред Слуња, ондашња Аустроугарска, сада Хрватска. Отац Петар је био православни свештеник а мајка Јелена домаћица.
Основну школу похађао је у Босанској Костајници, а гимназију у Загребу, Сремским Карловцима и Београду. Матурирао је 1911. године у Првој мушкој гимназији у Београду а затим уписао Филозофски факултет у Београду (немачки језик, књижевност и филозофија). Ратови на просторима Србије прекидају његово студирање.
Као добровољац од 1912. године учествује у Балканским ратовима, а затим и у Првом светском рату. У току ратова био је на ратиштима од Београда преко Ниша, Скопља, Приштине, Албаније, Солуна, све до 9. фебруара 1919. године када је демобилисан. Тек после рата завршава факултет.
Од октобра 1919. године почиње његово службовање прво у листу „Демократија“ а касније ради у Министарству просвете. Иако је радио као писар а касније и као саветник у Министарству просвете, бавио се писањем и преводима познатих дела са немачког језика. Његово највеће ангажовање је било на лексикографији како између два рата тако и после Другог светског рата.
Умро је у Београду 1955. године.

## Милан Вујаклија као писац и преводилац
Милан Вујаклија се бавио преводима познатих дела и лексикографијом а његови радови су и дан-данас веома цењени. Преводио је дела Артура Шопенхауера која је превео и објавио у периоду од 1922. до 1928. г. „О религији“, „О писању и стилу“, „Метафизика лепог“ и „О генију“. Поред тога, преводио је дела Е. Т. А. Хофмана и Џ. Ф. Купера („Кожна чарапа“). Такође је приредио за ђачку лектиру из немачког језика Шилерово дело „Баладе“.
Суделовао је у изради Речника српскохрватског књижевног и народног језика Српске академије науке и уметности.
Ипак, његово најзначајније дело је Лексикон страних речи и израза (прво издање: Београд, 1936. у две књиге А–К и Л–Ш). За његова живота овај лексикон штампан је други пут 1954. (у редакцији Светомира Ристића и Радомира Алексића) и отада до 2009. у издању је београдске Просвете.

## Лексикон страних речи и израза
Милан Вујаклија је са прикупљањем речи за лексикон почео негде око 1925. године, а у периоду од 1934. до 1936. године урадио је његову дефинитивну обраду. Прво издање било је штампано 1936. код чувеног издавача Геце Кона. То је био велики догађај за српску лексикографију и културу. Друго издање је Милан Вујаклија обогатио новим речима и изразима и оно је изашло из штампе 1954. године. Ова књига је постала синоним за лексикон страних речи и израза. Постало је скоро правило да се за значење многих страних речи наводи као извор Вујаклијин Лексикон у Србији, Црној Гори и Босни и Херцеговини. У Хрватској је такав успех имао Рјечник страних ријечи, израза и кратица Братољуба Клаића од 1951. године.
Прва два издања Лексикона много пута су доштампавана и прерађивана. Било је неминовно правити нова издања, с додатком нових речи, јер су се у језику стално појављивале (и користиле) нове стране речи и изрази. Најновије издање Лексикона, под називом „Нови Вујаклија“ приредио Драго Ћупић, изашло је 2011. године и добило нове издаваче (Штампар Макарије из Београда и Октоих из Подгорице). То је његово 11. допуњено и редиговано издање.
Године 2006. познати Лексикон замењен је обимнијим и поузданим Великим речником страних речи и израза Ивана Клајна и Милана Шипке.